# Cadre-45/2-Weltmeisterschaft 1919

Veranstaltungsort: Paris

Die Cadre-45/2-Weltmeisterschaft 1919 war die zwölfte Weltmeisterschaft, die bis 1947 im Cadre 45/2 und ab 1948 im Cadre 47/2 ausgetragen wurde. Das Turnier fand im Mai 1919 in Paris in Frankreich statt.

## Geschichte
Sieger wurde der Franzose Charles Faroux, der zum zweiten Mal den Amateur-Weltmeistertitel erspielte. Mit dem Generaldurchschnitt (GD) von 26,66 und dem besten Einzeldurchschnitt (BED) von 41,66 stellte er zwei neue Amateurweltrekorde auf.

## Turniermodus
Das ganze Turnier wurde im Round Robin System bis 500 Punkte gespielt. Bei MP-Gleichstand wurde in folgender Reihenfolge gewertet:
1. MP = Matchpunkte
2. GD = Generaldurchschnitt
3. HS = Höchstserie

## Abschlusstabelle
| MP    | Match Points (Sieger = 2; Unentschieden = 1; Verlierer = 0) |
| Pkte. | Erzielte Karambolagen                                       |
| Aufn. | Benötigte Versuche                                          |
| GD    | Generaldurchschnitt                                         |
| BED   | Bester Einzeldurchschnitt eines Spielers                    |
| HS    | Höchstserie                                                 |
|       | Bester GD des Turniers                                      |
|       | Bester ED des Turniers                                      |
|       | Beste HS des Turniers                                       |
|       | 1. Platz (Gold)                                             |
|       | 2. Platz (Silber)                                           |
|       | 3. Platz (Bronze)                                           |

| Platz                      | Name             | MP  | GD    | BED   | HS  |
| -------------------------- | ---------------- | --- | ----- | ----- | --- |
| 1                          | Charles Faroux   | 8:0 | 26,66 | 41,66 | 164 |
| 2                          | Jean de Gasparin | 6:2 | 11,66 | 12,82 | 102 |
| 3                          | Henri Maréchal   | 4:4 | 11,41 | 16,12 | 65  |
| 4                          | Arthur François  | 2:6 | 10,35 | 12,19 | 87  |
| 5                          | Henri Blanc      | 0:8 | 6,48  | –     | 53  |
| Turnierdurchschnitt: 11,92 |                  |     |       |       |     |